# 安惟學
安惟學（？—1510年），字行之，山西臨汾人，明朝政治人物。成化甲辰進士，官至寧夏巡撫，遭遇兵變被殺。

## 生平
安惟學於明朝成化二十年（1484年）登甲辰科進士，除行人，歷工部郎中，出任平涼府知府，遷四川參政仍掌平涼府，擢四川布政使，之後晉副都御史。正德五年（1510年），巡撫寧夏時逢安化王朱寘鐇作亂，安惟學正與都指揮楊忠計事，遇朱寘鐇同黨何錦猝至，被殺於座上。